# Andrea d'Ungheria
Andrea d'Angiò, noto anche come Andrea d'Ungheria (30 ottobre 1327 – Aversa, 18 settembre 1345), figlio di Carlo I d'Ungheria e di Elisabetta di Polonia, fu il primo marito di Giovanna I di Napoli, al tempo del matrimonio erede al trono di regno di Napoli.
A sei anni venne fatto sposare alla lontana parente Giovanna, nipote e unica discendente di Roberto d'Angiò, re di Napoli. Le nozze avrebbero dovuto riunire i due rami del casato angioino, per mettere fine alla contesa dinastica sulla Corona di Napoli. Andrea crebbe alla corte napoletana allevato dalla sua cerchia e mal si adattò agli usi e costumi del Regno, estraniandosi dalla moglie.
Nel 1343, Roberto d'Angiò lasciò solamente alla nipote Giovanna la Corona del «Regno», nonostante le recriminazioni degli ungheresi. A quel punto iniziarono varie congiure famigliari, tra i vari discendenti della dinastia angioina, con il coinvolgimento della Santa Sede, di cui il Regno di Napoli era vassallo, per far riconoscere o meno il titolo di «Re» ad Andrea. 
Nel 1345 papa Clemente VI giunse alla conclusione di far incoronare come sovrani entrambi gli sposi, ma che per Andrea il titolo fosse puramente onorifico, dato che il potere di governo sarebbe rimasto nelle mani della regina Giovanna I. Poco prima che la decisione fosse risaputa, Andrea rimase ucciso in una congiura di palazzo, nella notte tra il 18 e il 19 settembre 1345.

## Biografia

### Infanzia e fidanzamento

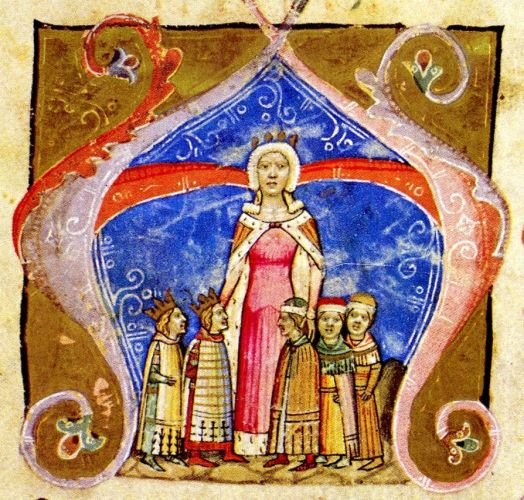
La regina madre Elisabetta con i figli: Andrea è il primo da sinistra

Secondo la cronaca di Johannes de Thurocz, il secondogenito di Carlo I d'Ungheria e Elisabetta di Polonia nacque il giorno di Sant'Andrea, il 30 novembre 1327 e per questo venne battezzato Andrea.
Probabilmente trascorse la sua infanzia a Visegrád assieme al fratello maggiore Luigi. Assieme a lui ricevette un'educazione da Miklós Drugeth e Miklós Kenesich, i quali rimasero feriti mortalmente durante il fallito attentato di Feliciano Zach contro la famiglia reale (17 aprile 1330).
Nel 1333, all'età di appena sette anni, divenne parte integrante nella contesa famigliare sulla Corona del Regno di Napoli, che gli angioini d'Ungheria reclamavano per diritto di primogenitura. Nel 1295, alla morte di Carlo Martello d'Angiò primogenito di Carlo II di Napoli, quest'ultimo decise assieme a Papa Bonifacio VIII che la Corona napoletana fosse destinata al terzogenito Roberto d'Angiò (dopo che il secondogenito Ludovico, poi divenuto santo, aveva scelto la vita ecclesiastica). Al figlio di Carlo Martello, Carlo, il padre di Andrea, sarebbe spettato reclamare il trono d'Ungheria, grazie alla parentela materna.
La discendenza di Carlo Martello si era sempre lamentata di essere stata defraudata del trono di Napoli, ma la Santa Sede, di cui il Regno di Napoli era stato vassallo, non aveva mai accolto questi reclami. Quando re Roberto rimase con solo due nipoti femmine come eredi dirette solo due nipoti, Carlo I d'Ungheria propose al pontefice di acconsentire alle nozze tra uno dei suoi figli e l'erede di Roberto, la piccola Giovanna. Per placare la situazione, Papa Giovanni XXII approvò il matrimonio tra i due rami della dinastia, in modo da far concludere la diatriba e spronò il sovrano di Napoli ad accettare.

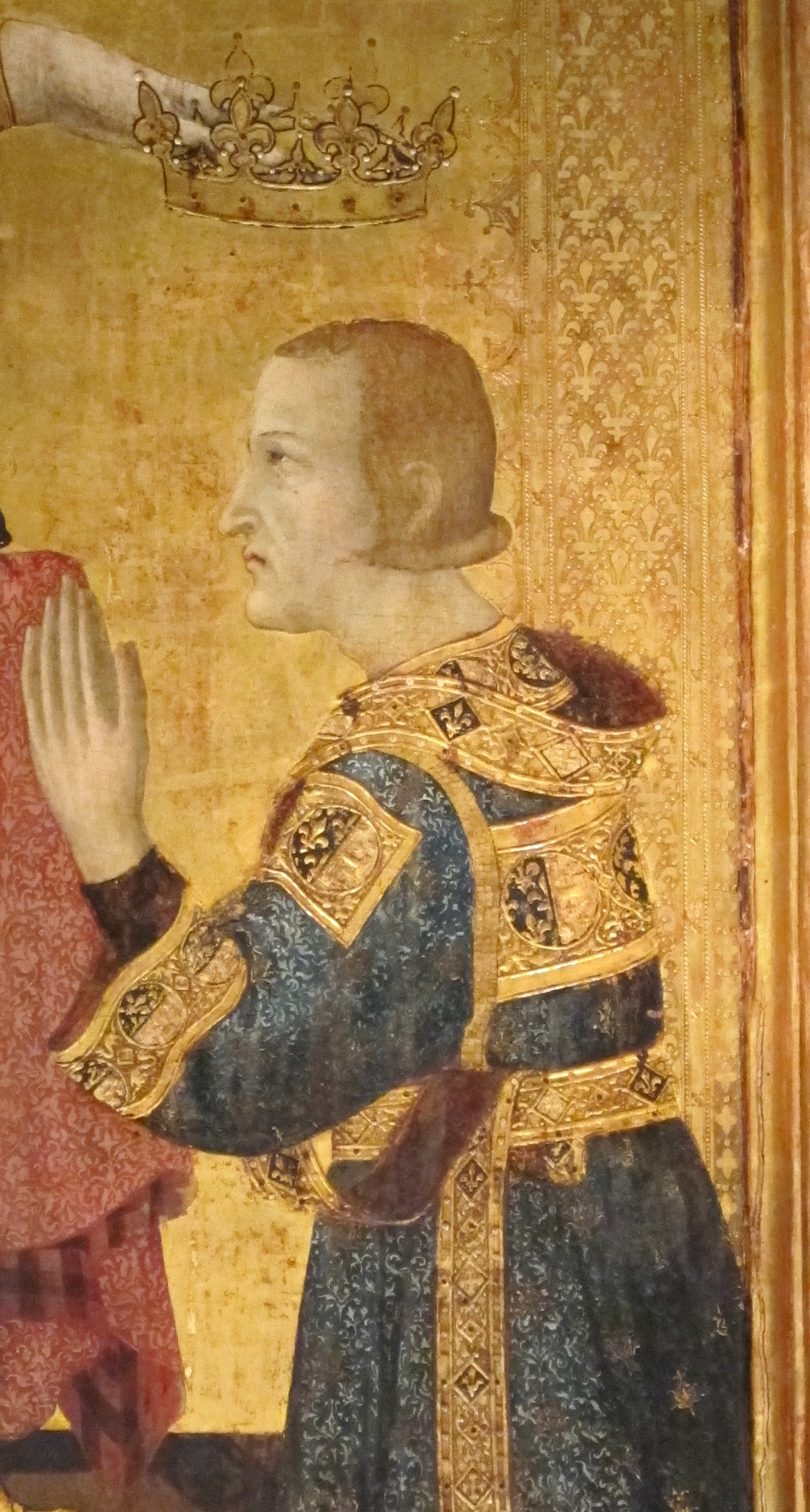
Roberto di Napoli, dipinto da Simone Martini (1317).

Inizialmente il re d'Ungheria aveva designato il suo primogenito Luigi come marito di Giovanna, mentre Andrea gli sarebbe subentrato in caso di sua morte prematura. Durante le trattative tuttavia, il sovrano cambiò idea e decise che sarebbe stato Andrea a sposare Giovanna. A Napoli, l'unione venne avversata soprattutto da Caterina di Valois, principessa di Taranto, che sperava di far sposare i suoi figli alle nipoti di re Roberto. Nel gennaio 1333, il pontefice emanò una bolla in cui ordinava che Giovanna e Maria venissero fidanzate ai figli del sovrano ungherese.
Nell'estate 1333, Carlo I d'Ungheria venne a Napoli di persona per trattare con lo zio Roberto il futuro matrimonio dinastico. Infine si accordarono che Andrea e Giovanna si sarebbero fidanzati, ma se lei fosse morta prematuramente Andrea avrebbe sposato Maria; in caso contrario, Giovanna avrebbe sposato uno degli altri principi ungheresi: Luigi o Stefano. Il fidanzamento ufficiale venne concluso in gran pompa il 26 settembre 1333.
(Giovanni Villani, Cronica, Volume V, p. 281.)
Il 27 settembre, Roberto nominò Andrea duca di Calabria e principe di Salerno. Il novembre successivo, il pontefice concesse le dispense necessarie per le nozze poter celebrare le nozze fra consanguinei.
Andrea e Giovanna avevano caratteri completamente diversi e quasi incompatibili. La futura regina era cresciuta nello splendore e nella magnificenza della corte di Roberto, immersa nel clima culturalmente vivace e raffinato di cui il sovrano, grande mecenate, amava circondarsi. Andrea aveva invece un carattere molto più rozzo e incolto, essendo allevato secondo principi militareschi e di spregiudicata risolutezza. L'unione fra i due cugini fu infatti molto infelice, ma l'alto valore politico che essa sostanziava costrinse entrambi ad accettare e tollerare l'insofferenza verso l'altro.

### L'ascesa al trono di Giovanna
Il 16 gennaio 1343 Roberto il Saggio morì e Giovanna fu chiamata alla successione. Ma all'atto di accedere alla propria eredità, la nuova regina si rifiutò di condividere col marito la sovranità sul regno: spalleggiata da una buona parte della nobiltà napoletana, Giovanna si oppose fermamente al rispetto delle volontà testamentarie del nonno, provocando l'intervento del papa Clemente VI, titolare della signoria feudale sul reame. Il pontefice dispose l'annullamento del testamento di Roberto e, convocata Giovanna a Roma, la incoronò unica sovrana di Napoli, concedendo al marito Andrea il solo titolo di duca di Calabria.
La mossa di Giovanna, avallata dal pontefice, irritò profondamente il principe Andrea, incapace tuttavia di pretendere il rispetto dei propri diritti ereditari e delle volontà del defunto Roberto. Il marito della regina era circondato dai nemici e qualsiasi sua reazione avrebbe potuto scatenare tragiche conseguenze. Temendo per la propria vita, Andrea scrisse alla madre Elisabetta di Polonia, esprimendole il desiderio di lasciare al più presto il reame napoletano. La vedova di Carlo Roberto decise di intervenire e si recò alla corte di Napoli mascherando la sua venuta dietro le parvenze di una visita di Stato. Prima di rientrare in Ungheria, Elisabetta pretese da papa Clemente VI il ritiro delle sue disposizioni e l'autorizzazione all'incoronazione di Andrea. Pare inoltre che Elisabetta avesse lasciato a suo figlio un anello, che avrebbe dovuto proteggerlo dai pericoli di morte per avvelenamento o per arma da taglio.

### La congiura contro Andrea

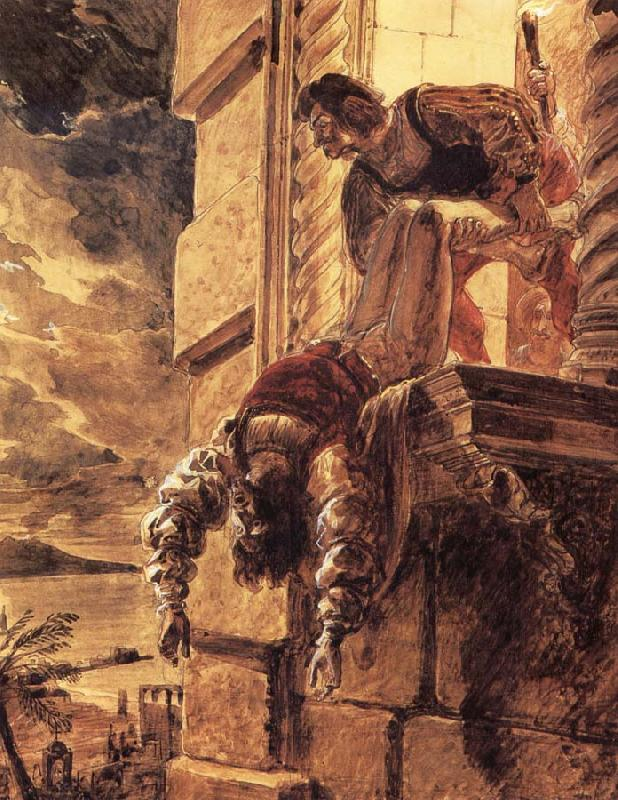
L'assassinio di Andrea, duca di Calabria, opera di Karl Pavlovič Brjullov, acquerello (1835).

Mentre il pontefice procedeva alla revisione delle proprie decisioni, un folto gruppo di nobili napoletani pianificò l'unico stratagemma che avrebbe consentito di evitare l'ascesa al trono di Andrea. La notte del 18 settembre 1345, dopo una lunga battuta di caccia, il principe fu aggredito dai congiurati mentre si allontanava dalla propria stanza del castello di Casaluce (l'antico maniero normanno, che divenne poi monastero dei padri celestini e che contiene l'attuale chiesa della Madonna di Casaluce). I cospiratori riuscirono a strangolarlo con una corda e a scaraventare il suo corpo giù dalla finestra, mentre le sue urla disperate, almeno così si racconta, furono del tutto ignorate dalla regina Giovanna.

### L'epilogo
La sovranità assoluta di Giovanna sul regno di Napoli era salva, ma l'assassinio di Andrea segnò l'inizio di un lungo e tormentato periodo di guerre che avrebbe sconvolto il meridione d'Italia per molti anni. Il delitto provocò infatti la reazione incollerita di Luigi I d'Ungheria, fratello di Andrea, che per ben due volte avrebbe invaso il regno mettendo in serio pericolo la permanenza di Giovanna sul trono napoletano. La responsabilità diretta della sovrana nella morte di Andrea non fu mai provata. Il processo istituito a suo carico dalla corte pontificia di Avignone dichiarò la sua completa innocenza ed estraneità alla congiura, ma la sentenza fu evidentemente barattata con la cessione da parte di Giovanna alla Chiesa del dominio della città francese. L'assassinio di Andrea fu vendicato solo trentasette anni dopo, il 12 maggio 1382, quando i sicari inviati da Carlo di Durazzo raggiunsero Giovanna nella fortezza di Muro Lucano, dov'era stata rinchiusa, e la uccisero.

## Discendenza
Andrea ebbe da Giovanna un solo figlio postumo, morto ancora bambino presso la corte d'Ungheria:
- Carlo Martello (Napoli, 25 dicembre 1345[14] – Ungheria, 10 maggio 1348)

## Ascendenza
|                        |                       |                       | Genitori                |  |  | Nonni |  |  | Bisnonni           |  |  | Trisnonni       |  |
|                        |                       |                       |                         |  |  |       |  |  | Carlo II di Napoli |  |  | Carlo I d'Angiò |  |
|                        |                       |                       |                         |  |  |       |  |  | Carlo II di Napoli |  |  | Carlo I d'Angiò |  |
|                        |                       | Beatrice di Provenza  |                         |  |  |       |  |  | Carlo II di Napoli |  |  |                 |  |
| Carlo Martello d'Angiò |                       |                       |                         |  |  |       |  |  | Carlo II di Napoli |  |  |                 |  |
|                        |                       | Maria d'Ungheria      | Stefano V d'Ungheria    |  |  |       |  |  |                    |  |  |                 |  |
|                        |                       | Maria d'Ungheria      | Stefano V d'Ungheria    |  |  |       |  |  |                    |  |  |                 |  |
|                        |                       | Maria d'Ungheria      | Elisabetta dei Cumani   |  |  |       |  |  |                    |  |  |                 |  |
| Carlo d'Ungheria       |                       | Maria d'Ungheria      |                         |  |  |       |  |  |                    |  |  |                 |  |
|                        |                       | Rodolfo I d'Asburgo   | Alberto IV il Saggio    |  |  |       |  |  |                    |  |  |                 |  |
|                        |                       | Rodolfo I d'Asburgo   | Alberto IV il Saggio    |  |  |       |  |  |                    |  |  |                 |  |
|                        |                       | Rodolfo I d'Asburgo   | Edvige di Kyburg        |  |  |       |  |  |                    |  |  |                 |  |
| Clemenza d'Asburgo     |                       | Rodolfo I d'Asburgo   |                         |  |  |       |  |  |                    |  |  |                 |  |
|                        |                       | Gertrude di Hohenberg | Burcardo V di Hohenberg |  |  |       |  |  |                    |  |  |                 |  |
|                        |                       | Gertrude di Hohenberg | Burcardo V di Hohenberg |  |  |       |  |  |                    |  |  |                 |  |
|                        |                       | Gertrude di Hohenberg | Matilde di Tubinga      |  |  |       |  |  |                    |  |  |                 |  |
| Andrea d'Ungheria      |                       | Gertrude di Hohenberg |                         |  |  |       |  |  |                    |  |  |                 |  |
|                        | Casimiro I di Cuiavia | Corrado I di Masovia  |                         |  |  |       |  |  |                    |  |  |                 |  |
|                        | Casimiro I di Cuiavia | Corrado I di Masovia  |                         |  |  |       |  |  |                    |  |  |                 |  |
|                        | Casimiro I di Cuiavia | Agafia di Rus'        |                         |  |  |       |  |  |                    |  |  |                 |  |
| Ladislao il Breve      | Casimiro I di Cuiavia |                       |                         |  |  |       |  |  |                    |  |  |                 |  |
|                        |                       | Eufrosina di Opole    | Casimiro I di Opole     |  |  |       |  |  |                    |  |  |                 |  |
|                        |                       | Eufrosina di Opole    | Casimiro I di Opole     |  |  |       |  |  |                    |  |  |                 |  |
|                        |                       | Eufrosina di Opole    | Viola di Opole          |  |  |       |  |  |                    |  |  |                 |  |
| Elisabetta di Polonia  |                       | Eufrosina di Opole    |                         |  |  |       |  |  |                    |  |  |                 |  |
|                        |                       | Boleslao il Pio       | Ladislao Odonic         |  |  |       |  |  |                    |  |  |                 |  |
|                        |                       | Boleslao il Pio       | Ladislao Odonic         |  |  |       |  |  |                    |  |  |                 |  |
|                        |                       | Boleslao il Pio       | Edvige                  |  |  |       |  |  |                    |  |  |                 |  |
| Edvige di Kalisz       |                       | Boleslao il Pio       |                         |  |  |       |  |  |                    |  |  |                 |  |
|                        |                       | Iolanda di Polonia    | Béla IV d'Ungheria      |  |  |       |  |  |                    |  |  |                 |  |
|                        |                       | Iolanda di Polonia    | Béla IV d'Ungheria      |  |  |       |  |  |                    |  |  |                 |  |
|                        |                       | Iolanda di Polonia    | Maria Lascaris di Nicea |  |  |       |  |  |                    |  |  |                 |  |
|                        |                       | Iolanda di Polonia    |                         |  |  |       |  |  |                    |  |  |                 |  |